# Nirmala Sheoran
Nirmala Sheoran (* 15. Juli 1995 in Bhiwani, Haryana) ist eine indische Sprinterin, die sich auf den 400-Meter-Lauf spezialisiert.

## Sportliche Laufbahn
Erste internationale Erfahrungen sammelte Nirmala Sheoran bei den Asienmeisterschaften 2013 in Pune, bei denen sie im Finale über 400 Meter den siebten Platz belegte. Zudem gewann sie mit der indischen 4-mal-400-Meter-Staffel in 3:32,26 min die Goldmedaille. Mit der Staffel nahm sie daraufhin an den Weltmeisterschaften in Moskau teil und schied dort mit 3:38,81 min in der Vorrunde ausschied. 2016 qualifizierte sie sich für die Olympischen Spiele in Rio de Janeiro, bei denen sie mit 53,03 s in der ersten Runde ausschied. Auch mit der Staffel konnte sie sich mit 3:29,53 min nicht für das Finale zu qualifizieren. 2017 gewann sie bei den Asienmeisterschaften in Bhubaneswar in 52,01 s die Goldmedaille im Einzelbewerb als auch mit der indischen Staffel. Sie erhielt damit ein Freilos für die Weltmeisterschaften in London, bei denen sie mit 53,07 s im Halbfinale ausschied. Mit der Staffel wurde sie im Vorlauf disqualifiziert.
2018 nahm sie zum ersten Mal an den Asienspielen in Jakarta teil und belegte dort mit 52,96 s den vierten Platz. Im Oktober 2019 wurde sie von der Athletics Integrity Unit wegen der Einnahme der verbotenen Substanz Drostanolon für vier Jahre gesperrt und ihre Ergebnisse zwischen dem 15. August 2016 bis zum 21. November 2018 annulliert.

## Persönliche Bestleistungen
- 400 Meter: 51,48 s, 1. Juli 2016 in Hyderabad
- 800 Meter: 2:12,13 min, 28. Oktober 2012 in Lucknow